# Xenostigme
Xenostigme — рід грибів родини Meliolaceae. Назва вперше опублікована 1930 року.

## Класифікація
До роду Xenostigme відносять 1 вид:
- Xenostigme trichophila